# NGC 4870
NGC 4870 is een spiraalvormig sterrenstelsel in het sterrenbeeld Jachthonden. Het hemelobject werd op 1 april 1878 ontdekt door de Ierse astronoom Lawrence Parsons.

## Synoniemen
- PGC 44569